# Vrchovina
Vrchovina je typ georeliéfu s členitým povrchem  a s vnitřní výškovou členitostí 150 až 300 metrů. Dosahuje obvykle nadmořské výšky 600–900 m, ale není to pravidlem. Rozlišuje se plochá vrchovina, dosahující členitosti 150–200 m (a typicky výšek 600–750 m), a členitá vrchovina dosahující členitosti 200–300 m (a výšek 750–900 m). Méně členitý typ povrchu, než je vrchovina, je (bezprostředně) pahorkatina, více členitá je hornatina.

## Příklady v Česku
- Brdy
- Broumovská vrchovina
- Českomoravská vrchovina, typem rozsáhlá vrchovina s různou členitostí, zahrnující lokálně i pahorkatiny a hornatiny
- Drahanská vrchovina
- Kameničská vrchovina, typem členitá vrchovina bez pahorkatiny (stejnorodá)
- Nízký Jeseník
- Sečská vrchovina, typem členitá vrchovina, na okrajích s pahorkatinami
- Vizovická vrchovina
- Zlatohorská vrchovina
- Žďárské vrchy
- Železné hory, typem plochá vrchovina